# Babau
El babau és una dansa tradicional catalana, que havia estat molt popular i practicada, de la qual conservem molt poques fonts. En l'actualitat existeix una dansa inspirada en la dansa històrica del babau coneguda com El babau d'Esplugues, tot i que musicalment difereix molt de les fonts històriques conservades. El nom pot fer referenciar tant al ball com a la música.

## Fonts històriques

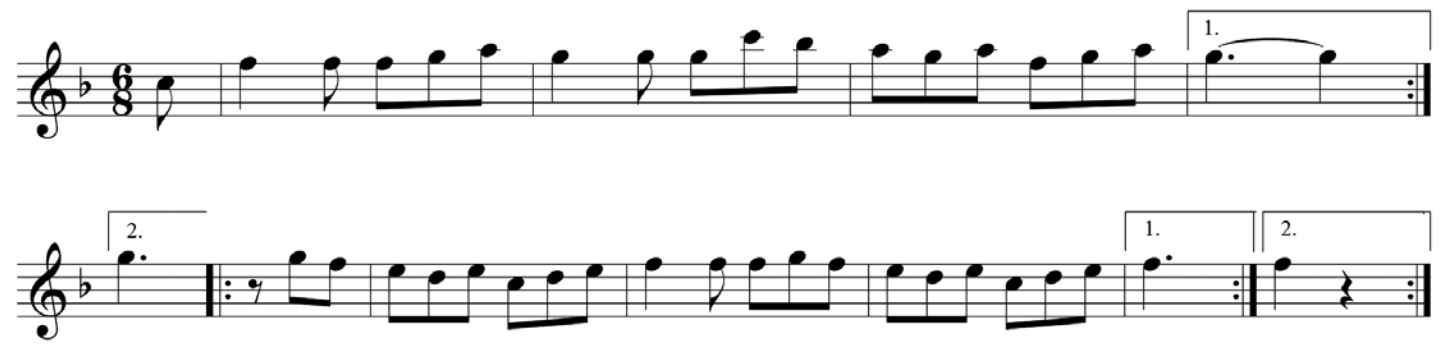
Lo_Babau